# Takehiko Ena
Takehiko Ena (em japonês: 江名武彦; Ena Takehiko, Tóquio, Japão, 29 de julho de 1923 – 2019) foi um ex-piloto da Marinha Imperial Japonesa, que sobreviveu à Segunda Guerra Mundial depois de dois ataques kamikaze abortados durante a Batalha de Okinawa, em 1945.

## Carreira
Estudante de economia na prestigiada Universidade de Waseda, em Tóquio, Ena foi convocado para o serviço militar em 10 de dezembro de 1943, aos 20 anos de idade, e se juntou ao Corpo de Fuzileiros Navais de Otake, localizado na prefeitura de Hiroshima. Sua preferência pela Marinha Imperial Japonesa se deu por sua crença pessoal de que enfrentar os inimigos em navios de guerra era mais inteligente do que enfrentá-los em terra, com o exército.
Após aproximadamente dois meses de treinamento básico com os fuzileiros navais de Otake, em 1 de fevereiro de 1944 Ena foi enviado para o Corpo Aéreo Naval de Tsuchiura, na prefeitura de Ibaraki. Takehiko tinha vontade de se tornar piloto devido a seu interesse por aeronaves, porém, conhecedor do fato de que não havia garantia de sobrevivência qualquer que fosse o braço militar que ele selecionasse, resolveu se unir a uma unidade que considerava atraente.
Ena viu uma aeronave da marinha de perto pela primeira vez ao ser transferido de Tsuchiura para o Corpo Aéreo de Kasumigaura, em junho de 1944. Ali recebeu formação como oficial de reconhecimento, e as explicações de seu superior sobre o combate entre aeronaves o deixaram bastante entusiasmado, de forma que queria subir a bordo de um avião o mais rápido possível. Seu primeiro voo ocorreu em 1 de setembro daquele mesmo ano, quando Ena foi transferido para o Corpo Aéreo de Ōi, na prefeitura de Shizuoka, e começou a receber treinamento de voo. A primeira aeronave que ele pilotou foi o avião de instrução e treinamento Kyūshū K11W "Shiragiku". Como estava em Shizuoka, Ena se lembra de poder olhar para o Monte Fuji quando voava.
Em março de 1945 Ena foi novamente transferido, desta vez para o Grupo Aéreo Naval de Hyakurihara, base dos esquadrões de ataque, porta-aviões e bombardeiros, passou a praticar ataques kamikaze praticamente todas as semanas, sempre que não houvesse ataques aéreos inimigos. Ao retornar de uma sessão de treinamento kamikaze em 10 de abril, Ena foi informado de que havia sido incluído em um grupo especial de ataque, denominado Unidade Seiki. Em 20 de abril, depois que Ena e seus companheiros tiraram uma foto em grupo e fotos individuais, foram instruídos a voltar para suas cidades natais e se despedirem, uma vez que a Unidade Seiki avançaria para a linha de frente na Base de Kushira.
Apesar de sua limitada experiência de voo, Ena acabou se tornando piloto de uma das sete únicas aeronaves disponíveis em sua unidade, o bombardeiro-torpedeiro Nakajima B5N, com capacidade para três pessoas, uma bomba pesando 800 kg e combustível suficiente para uma missão só de ida.
Em 28 de abril de 1945, durante a Operação Kikusui 4, Takehiko não conseguiu decolar depois de conduzir sua aeronave ao longo da pista da Base Aérea Naval de Kushira. Ele então assumiu o comando de um caça Nakajima Ki-27, decolando com o objetivo de colidir contra uma embarcação inimiga, mas sua aeronave teve dificuldades para se manter no ar, e Ena acabou caindo durante o pouso, devido a problemas de motor.
Apenas duas semanas depois do ocorrido, em 11 de maio de 1945, Ena decolou da Base Aérea Naval de Kushira em nova missão kamikaze, desta vez como parte da Operação Kikusui 6. A bordo do Nakajima B5N, junto dele, estavam Mitsuru Umemoto e Nagaaki Maeda.  Sua aeronave acabou apresentando problemas com o motor, e os três decidiram abortar o ataque e realizar uma aterrissagem de emergência no mar, após lançarem a bomba de 800 kg que estavam transportando. Caindo a cerca de um quilômetro de distância da Ilha de Kuroshima, os três sobreviveram, nadando por um quilômetro até a praia.
Os três permaneceram isolados em Kuroshima — uma ilha montanhosa de 15 quilômetros quadrados no norte do arquipélago de Ryukyu — por dois meses e meio, antes de serem resgatados por um submarino japonês em 30 de julho. Enquanto retornava a sua unidade, Takehiko passou pela cidade de Hiroshima, apenas um dia depois de lançada a primeira bomba atômica sobre o Japão. Os kamikaze continuaram a realizar missões suicidas até 15 de agosto, quando o Imperador Hiroito declarou ao japoneses, traumatizados pelos ataques a Hiroshima e Nagasaki, que o Japão havia se rendido.

## Legado
Ena foi um dentre poucos pilotos kamikaze que escapou da morte. Com a escassez de aeronaves japonesas nos últimos meses da Segunda Guerra Mundial, os normalmente inexperientes pilotos das unidades kamikaze acabavam por receber equipamentos mais antigos e abaixo da média, tornando problemas mecânicos bastante frequentes, e fazendo com que muitos pilotos precisassem abortar suas missões, ou retornar logo após a decolagem.
Depois de retornar ao continente no final da guerra, buscou prestar homenagem ao pequeno grupo de ilhéus que garantiu sua sobrevivência. Em 2004, 59 anos após seu naufrágio nas águas de Kuroshima, Ena, com oitenta anos de idade, ajudou a inaugurar a primeira de três estátuas de kannon, a Deusa Budista da Misericórdia.
Em entrevista ao jornal britânico The Guardian em agosto de 2015, Takehiko Ena conta sobre sua reação ao saber que deveria voar em uma missão suicida: "Senti meu sangue deixar meu rosto. Os outros pilotos e eu nos parabenizamos quando a ordem de que deveríamos atacar chegou. Soa estranho agora, já que não havia nada para comemorar", e acrescenta: "Na superfície, estávamos fazendo isso pelo nosso país. Fizemos com que nós mesmos acreditássemos que tínhamos sido escolhidos para realizar esse sacrifício. [Mas] eu só queria proteger o pai e a mãe que eu amava. E estávamos todos com medo".
Ena viveu até os 96 anos de idade, vindo a falecer em 2019. Em 11 de maio de 2021, aniversário da queda de sua aeronave na ilha de Kuroshima, foi realizada uma cerimônia para espalhar suas cinzas pela praia, na Vila de Mishima. Os ilhéus que mantiveram contato com Ena durante sua vida compartilharam recordações e se despediram, usando a frase "ashita yo na" (vejo você amanhã).